# Daschly-30
Daschly-30 sind die Reste einer Siedlung der frühen Eisenzeit in der Oase Daschly im heutigen Turkmenistan. Der Ruinenhügel ist etwa 125 × 80 m groß. Die dort gefundenen Reste datieren ins 13. bis 10. Jahrhundert v. Chr., eine Periode, aus der sonst nur wenige Funde aus dieser Region bekannt sind. 
Es konnten fünf Schichten beobachtet werden, jedoch wurde nur Schicht IV, soweit erhalten, vollständig ausgegraben. Erste Untersuchungen fanden 1980 statt und dauerten unter der Leitung von Viktor N. Pilipko bis 1987 an.
Im Zentrum der Siedlung konnte ein großer Gebäudekomplex ausgegraben werden. Dieser war von einer mächtigen Mauer umgeben, die zunächst etwa 1,5 bis 2 m dick war, aber im Laufe der Zeit bis auf 4 bis 6 m verstärkt wurde. Die Ostmauer ist in ihrer ganzen Länge von 60 m erhalten, die Nord- und die Südmauern dagegen nur bis zu 37 m. Der Westteil der Anlage ist vollkommen abgegangen, doch kann geschätzt werden, dass er etwa 50 m lang war. Damit sind etwa 2/3 der Anlage erhalten. Im Nordosten der Anlage befindet sich eine Plattform, die etwa 15 × 23 m groß ist und in die Ecke der Mauer hineingebaut ist. Innerhalb der Plattform fanden sich diverse isolierte Räume, deren Funktion unsicher ist. Der Rest der Anlage bestand aus einem großen Hof, um den herum Wohnbauten, die alle an die Außenmauern angelehnt waren, angeordnet waren. Die Bauten wirken eher ungeordnet. Es fanden sich Feuerstellen, die den Wohncharakter bestätigen. Die Bauten sind im Laufe der Zeit immer wieder verändert worden.
Innerhalb des Hofes fanden auch Bestattungen statt. Zehn Gräber sind gleichzeitig mit der Siedlung entstanden, während es zusätzlich 15 mittelalterlichen Bestattungen gab. Die frühen Bestattungen gehören zu fünf Frauen, zwei Männern und drei Kindern. Sie sind alle mit angezogenen Beinen in flachen Gruben niedergelegt worden. Beigaben fanden sich nicht, nur in den Gräbern der Männer gab es vereinzelt kleine Werkzeuge. Dies gibt Anlass zur Vermutung, dass die Verstorbenen in ihrer Alltagskleidung beigesetzt wurden. Die Toten in den mittelalterlichen Bestattungen lagen ausgestreckt auf der Seite. Es fanden sich keine Beigaben.
Mehrere Tausend Keramikscherben wurden gefunden. Nur wenige Gefäße können mit Sicherheit in ihrer originalen Form rekonstruiert werden. Bemalte Keramik macht nur einen kleinen Teil der Töpferware aus. Die Bemalung besteht vor allem aus Bändern, die zu Dreiecksmustern geordnet sind. Bevorzugte Farben sind rot, braun und schwarz. Der Großteil der Keramik war jedoch undekoriert und mit der Hand gefertigt. An weiteren Funden kamen zahlreiche Steinobjekte und Steinwerkzeuge zu Tage. 26 Mahlsteine, 17 Steinschalen und 10 Reibesteine (für Getreide) sind die häufigsten Objekte. Wenige Bronzeobjekte wurden gefunden. Es handelt sich um Pfeilspitzen, vielleicht um Fragmente von Messern (oder Sicheln), eine Ahle (von einer Männerbestattung) und einige unbestimmte Fragmente.